# Villars-en-Pons

Villars-en-Pons este o comună în departamentul Charente-Maritime, Franța. În 1 ianuarie 2022 avea o populație de 578 de locuitori.